# Frank Delgado
Frank Delgado (né le 29 novembre 1970 à Los Angeles) est un musicien américain. Il est aux claviers et aux platines dans le groupe de metal alternatif Deftones.
Son premier enregistrement avec Deftones est l'album Around The Fur en 1997.